# Référendum luxembourgeois sur le traité établissant une Constitution pour l'Europe
Le référendum luxembourgeois de 2005 se tient le 10 juillet 2005. Les électeurs luxembourgeois, sont appelés à voter, par référendum, sur le traité établissant une Constitution pour l'Europe.
Les Luxembourgeois se sont prononcés majoritairement en faveur de la Constitution pour l'Europe, avec 56,52 % des voix en faveur et 43,48 % des voix contre. Le Luxembourg est ainsi le 13e pays à approuver la Constitution pour l'Europe. Au Luxembourg le vote est obligatoire.

## Mode de scrutin
En application des articles 51 et 114 de la Constitution du Grand-Duché de Luxembourg, la loi du 4 février 2005 prévoit que, dans le cadre de la ratification du Traité établissant une Constitution pour l'Europe, la population luxembourgeoise soit consultée par un référendum devant se tenir le 10 juillet 2005.
Le référendum est « officiellement » consultatif, la Chambre des Députés se prononce une première fois dans le courant du mois de juin puis une seconde fois trois mois après. Le Premier ministre et la conférence des présidents de groupes parlementaires ont toutefois promis de suivre, lors du second vote à la Chambre, l'avis majoritaire émis par les électeurs luxembourgeois.

## Contexte
Le Traité de Nice (2001) avait échoué à donner un souffle nouveau à la construction européenne. Les chefs d’Etat et de Gouvernement décidèrent de remplacer la méthode intergouvernementale pour la révision des traités européens par une procédure plus démocratique. Le 15 décembre 2001 ils convoquèrent une assemblée de 105 membres représentant les 15 États membres et les 13 États candidats. Cette Convention était composée de représentants des parlements nationaux, du Parlement européen, des Gouvernements et de la Commission européenne. Un nouveau texte fut élaboré sous la présidence de Valéry Giscard d'Estaing entre le 28 février 2002 et le 18 juillet 2003. Qualifié de constitution, le texte se voulait ambitieux en vue de l’élargissement de 2004 à 8 nouveaux États membres en simplifiant les institutions, en élargissant les pouvoirs du Parlement européen, en approfondissant certaines compétences de l’Union.
Adopté le 18 juin 2004 par le Conseil européen, le projet de Constitution fut signé à Rome le 29 octobre 2004. Les ratifications des États membres se déroulèrent ensuite.
Des référendums allaient avoir lieu dans certains pays, en particulier en France le 29 mai 2005 et aux Pays-Bas le 1er juin 2005. Pourquoi pas cette fois-ci au Luxembourg ?
Certes, le 13 février 2003, lors d’un débat à la Chambre sur les travaux de la Convention, l’ADR avait déposé une motion demandant un référendum « décisionnel » sur le futur résultat de la Convention. Elle fut refusée par tous les autres groupes, en attendant de voir le résultat de la Convention.
Le 13 juin 2003, date à laquelle la Convention termina ses travaux, le LSAP demanda un référendum, le soir même, pour lancer sa campagne électorale. Le 27 juin 2003 le gouvernement CSV-DP s’exprima également pour un référendum. Le 1er juillet 2003, la Chambre eut un nouveau débat sur le résultat de la Convention. Le LSAP déposa une résolution en vue d’un référendum, adoptée par tous les députés, avec l’abstention des Verts. Le Gouvernement CSV-DP opina dans le même sens, le nouveau gouvernement CSV-LSAP sorti des élections en juin 2004 le soutint dans son programme de coalition du 4 août 2004, et le 5 août 2004, la Chambre adopta à l’unanimité une motion DP allant dans le même sens. Finalement, le 8 juin 2005, une résolution signée par tous les groupes de la Chambre et adoptée à l’unanimité déclara le référendum à venir « politiquement » contraignant.
La date du 10 juillet 2005 fut choisie pour éviter que le vote n’ait lieu pendant la présidence luxembourgeoise au deuxième semestre 2005. En même temps il fallait trouver une date suffisamment éloignée de la campagne des élections communales en octobre 2005.

## Campagne référendaire
La campagne fut très vivante, avec l’intervention de l’Internet à travers lequel se fit l’intrusion de la campagne française dans le débat luxembourgeois. Le Gouvernement distribua du matériel de propagande en faveur du « oui ». La Chambre ouvrit ses locaux pour des débats contradictoires, les députés participèrent à des débats organisés par la Chambre dans le pays.
Au nom du Gouvernement, ce furent surtout le Premier ministre Jean-Claude Juncker et le ministre des Affaires étrangères et européennes Jean Asselborn qui firent campagne. Un moment crucial de la campagne fut la déclaration du Premier ministre qui menaça de démissionner en cas de refus de la Constitution.
Les partis se mobilisèrent également. Les appareils de tous les partis (CSV, LSAP, DP, Verts) firent campagne pour le « oui », ceux de la gauche (« Déi Lénk », le parti communiste) et de l’ADR pour le « non ». On se plaignait dans le camp des « non » de l’inégalité des moyens.
La mobilisation pour le « non » était plus agressive que celle pour le « oui ». Le Luxembourg officiel s’exprima pour le « oui ». Les journaux s’ouvrirent aux contributions des partisans du « oui » comme du « non ». Un comité pour le « oui » se forma dans la société civile qui réunit des intellectuels, des artistes et des acteurs économiques.

## Question posée
La loi du 14 avril 2005 organisa le référendum du 10 juillet. La question, formulée en français, en allemand et, pour la première fois, en luxembourgeois, était la suivante :

« Êtes-vous en faveur du Traité établissant une Constitution pour l’Europe, signé à Rome le 29 octobre 2004 ? »

Cette formulation était précédée d’une case pour le non et suivie d’une autre pour le oui.

## Sondages
Un sondage effectué par l'institut ILReS au mois d'octobre 2004 donnait 76 % pour le « oui » et 24 % pour le « non ».
Un sondage effectué par le même institut début mai 2005 donne 59 % pour le « oui » et 41 % pour le « non »
Ce sondage montre que les opposants au traité se trouvent principalement chez les ouvriers. Les raisons mises en avant pour expliquer la progression du non sont :
- la peur du chômage, qui a progressé de 1,6 % en avril et a atteint 4,6 % ;
- la crainte de la suppression de l'indexation automatique des salaires sur l'inflation.

Après le vote du 10 juillet 2005, l'analyse de l'ILReS donne les motivations suivantes :
- Pour le oui, la place du Luxembourg dans l'Europe, se renforcer vis-à-vis de la Chine, des États-Unis et de la Russie, renforcer une unité européenne et améliorer le fonctionnement de l'Europe ;
- Pour le non, l'élargissement de l'Union, le Traité est un frein au développement de l'Europe, le texte est trop compliqué et le traité ne doit pas être adopté.

## Résultats
| Choix                    | Votes   | %     |
| ------------------------ | ------- | ----- |
| Pour                     | 109 494 | 56,52 |
| Contre                   | 84 221  | 43,48 |
|                          |         |       |
| Votes valides            | 193 715 | 97,05 |
| Votes blancs et nuls     | 5 894   | 2,95  |
| Total                    | 199 609 | 100   |
| Abstention               | 21 108  | 9,56  |
| Inscrits / Participation | 220 717 | 90,44 |

| Pour 109 494 (56,52 %) |  |  | Contre 84 221 (43,48 %) |
| ▲                      |  |  |                         |
| Majorité absolue       |  |  |                         |

| Taux de participation (90,44 %) |
| ▲                               |
| Majorité absolue                |